# Eliaquim Mangala
Eliaquim Hans Mangala (Colombes, 1991. február 13. –) francia válogatott labdarúgó, az Estoril játékosa.

## Sikerei, díjai
- Standard Liège
  - Belga bajnok (1): 2008–09
  - Belga kupagyőztes (1): 2010–11
  - Belga szuperkupa-győztes (2): 2008, 2009

- Porto
  - Portugál bajnok (2): 2011–12, 2012–13
  - Portugál szuperkupa-győztes (2): 2012, 2013

- Manchester City
  - Angol bajnok (1): 2017-18
  - Angol ligakupa-győztes (1): 2016